# MiChi
Michiko Sellars (* 7. dubna 1985), známá pod jménem MiChi, je japonsko‑britská popová zpěvačka. Svou kariéru začala jako „nezávislá umělkyně“, ale později se upsala Sony Music Entertainment.

## Diskografie
- Michi Madness (2008)
- Up to You (2009)
- Therapy (2012)
- Eyes Wide Open (2013)

Mezi její singly patří např. „Promise“ (2008), „Kiss Kiss XXX“ (2009) a „Tokyo Night“ (2012).